# Xã Badger, Quận Davison, South Dakota
Xã Badger (tiếng Anh: Badger Township) là một xã thuộc quận Davison, tiểu bang Nam Dakota, Hoa Kỳ. Năm 2010, dân số của xã này là 170 người.